# Central nuclear de Saint-Laurent
La Central nuclear de Saint-Laurent se encuentra en la comuna francesa de Saint-Laurent-Nouan, en el departamento de Loir y Cher, en el curso del río Loira, en concreto, a 28 km aguas arriba de Blois y a 30 km aguas abajo de Orleans. Las instalaciones albergan dos reactores de agua a presión (PWR), cada uno de 900 MW y refrescados por el agua del río Loira. Comenzó a operar en 1969, aunque los primeros reactores tipo UNGG, inaugurados en 1969 y 1971, fueron clausurados en abril de 1990 y junio de 1992.
El sitio emplea aproximadamente a 670 trabajadores.

## Incidentes
El 17 de octubre de 1969, 50 kg de uranio en uno de los reactores enfriados por gas comenzó a derretirse. Este evento fue clasificado de nivel 4 en la Escala Internacional de Sucesos Nucleares (INES), y es uno de los accidentes nucleares más graves ocurridos en Francia en el siglo XX.
El 13 de marzo de 1980, hubo algunos recocido eso ocurrió en el grafito de uno de los reactores, provocando una breve fuga de calor. Este incidente también fue clasificado como de nivel 4 en la INES y ha sido llamado otro de los peores accidentes nucleares en Francia. Mucho más tarde, el Instituto de Geoquímica Marina de la Escuela normal superior afirmó que encontraron rastros de plutonio en el río, posiblemente liberado en el accidente de 1980 o 1969. Sin embargo, las pruebas realizadas en 1993 por el IPSN y en 2003 por el IRSN determinaron que los niveles de plutonio medidos aguas arriba y aguas abajo de la central nuclear eran similares a los de otros puntos del río, concluyendo que la presencia del plutonio se debía a las consecuencias de las pruebas nucleares aéreas y no a los accidentes de 1980 ni de 1969.
En la mañana del 12 de enero de 1987 a las 9:30 am, debido a la helada excepcional del Loira, el hielo obstruyó las tomas de agua de la central A1 (GCR) y provocó la pérdida del enfriamiento normal. Esto provocó el apagado automático del reactor de gas y grafito. El sistema de enfriamiento necesario para eliminar la energía residual falló porque los generadores diesel no pudieron arrancar. Era necesario alimentarlos con la red eléctrica. Los generadores finalmente volvieron a funcionar, justo antes del colapso de la red eléctrica que tuvo lugar alrededor del mediodía después de una falla en la planta de energía térmica en Cordemais. Luego se llamó al ejército para que usara explosivos y destruyera el hielo que bloqueaba las tomas de agua.
El 12 de mayo de 2004, se liberó sodio radiactivo a la atmósfera durante una prueba de fugas de nuevos generadores de vapor de uno de los reactores de la planta B. El incidente, que provocó la parada automática del reactor, no tuvo consecuencias para el medio ambiente, según EDF. Sortir du nucléaire sin embargo, señaló que cuando ocurrió el apagado automático del reactor, las barras de control permanecieron bloqueadas por razones desconocidas.
El 19 de agosto de 2011, el reactor #1 se detuvo después de una falla.

## Riesgo de inundación
El informe inicial que siguió a la Inundación de la Central Nuclear de Blayais en 1999, identificó la planta de Saint-Laurent como en riesgo de inundación y pidió que se reexaminaran sus medidas de seguridad. Planes para construir un muro de inundación alrededor de la central se hicieron pero se cree que se abandonaron debido al costo.

## Galería

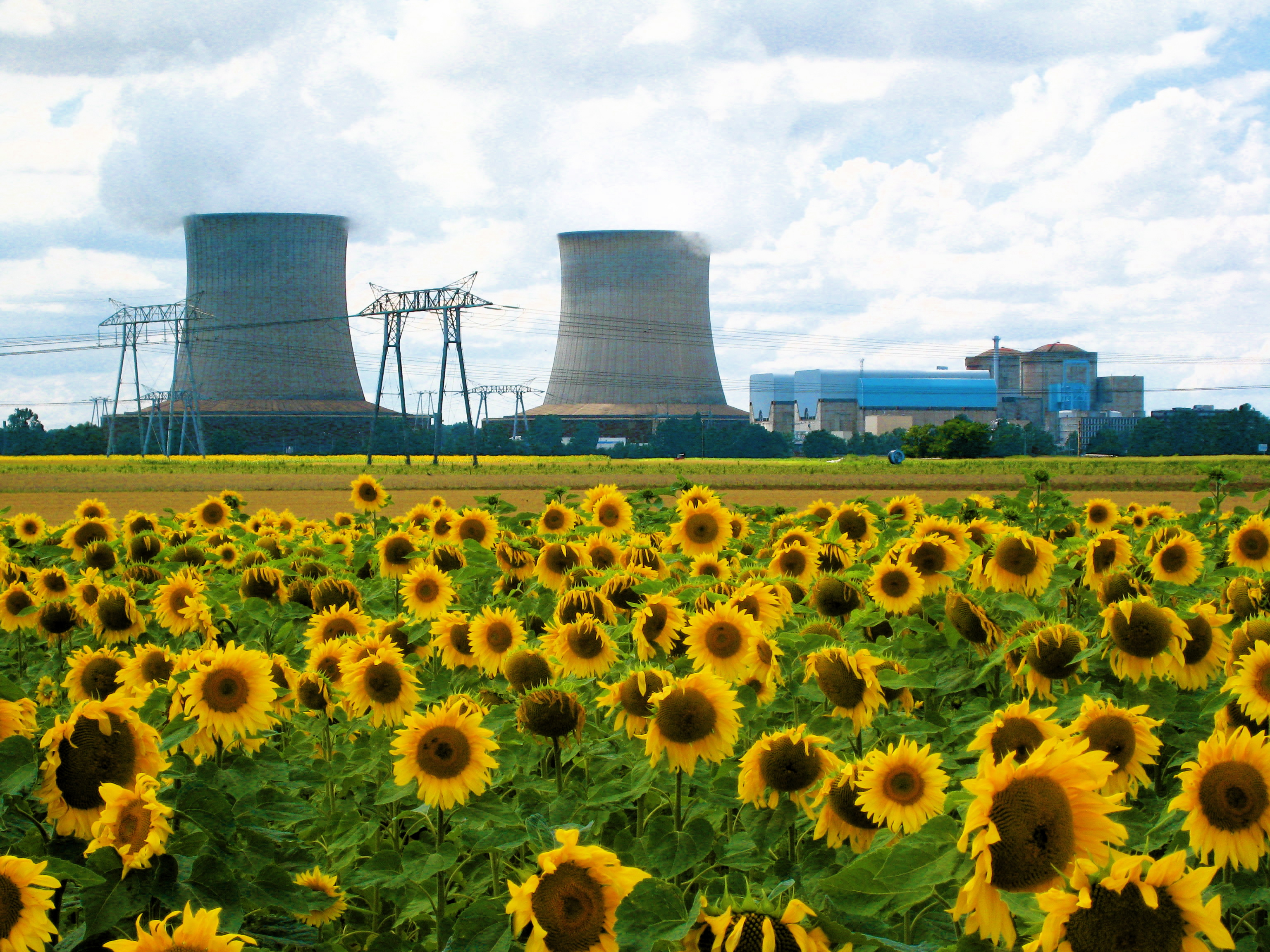
Girasoles y la central nuclear
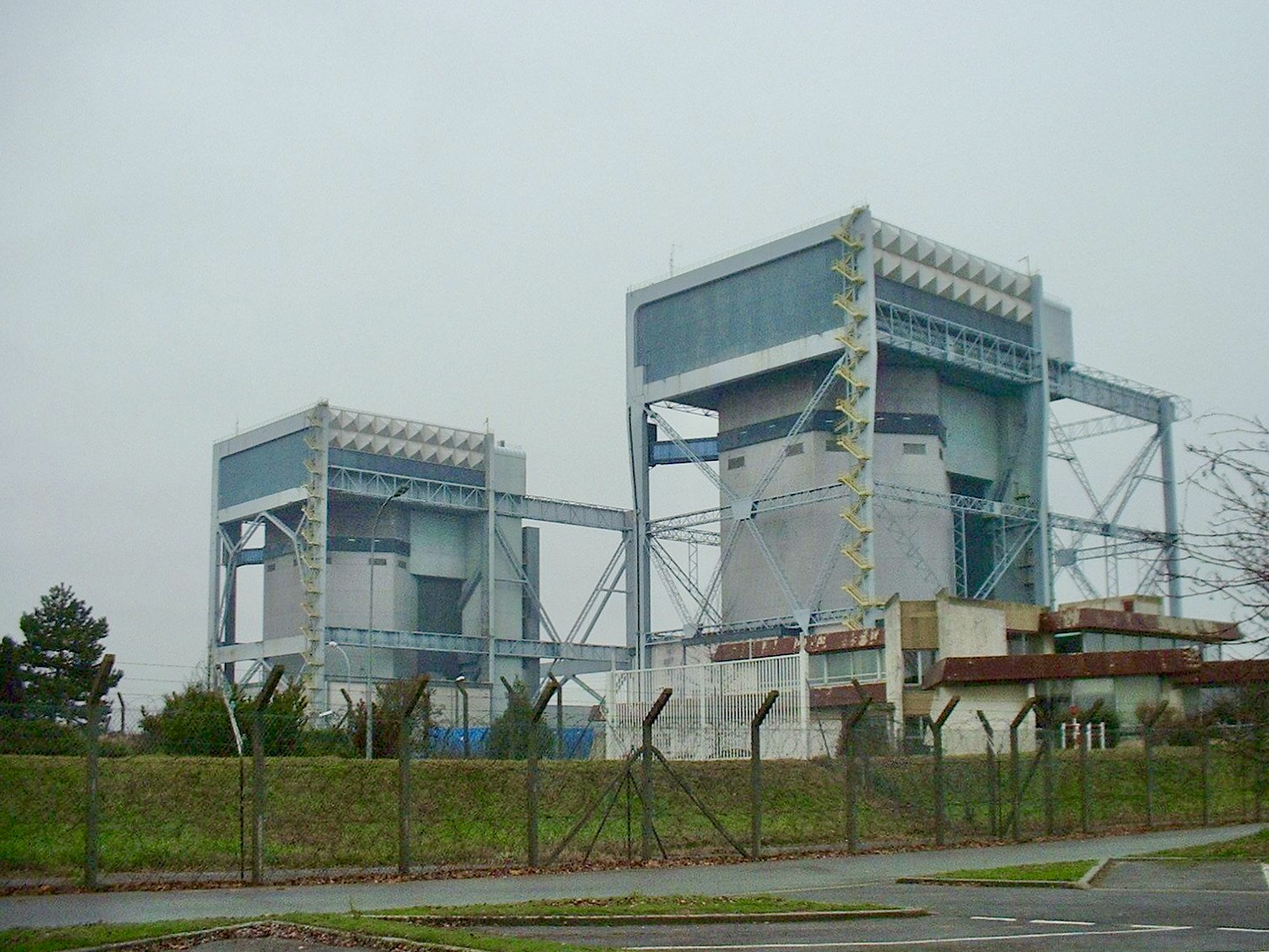
Los dos GGRs
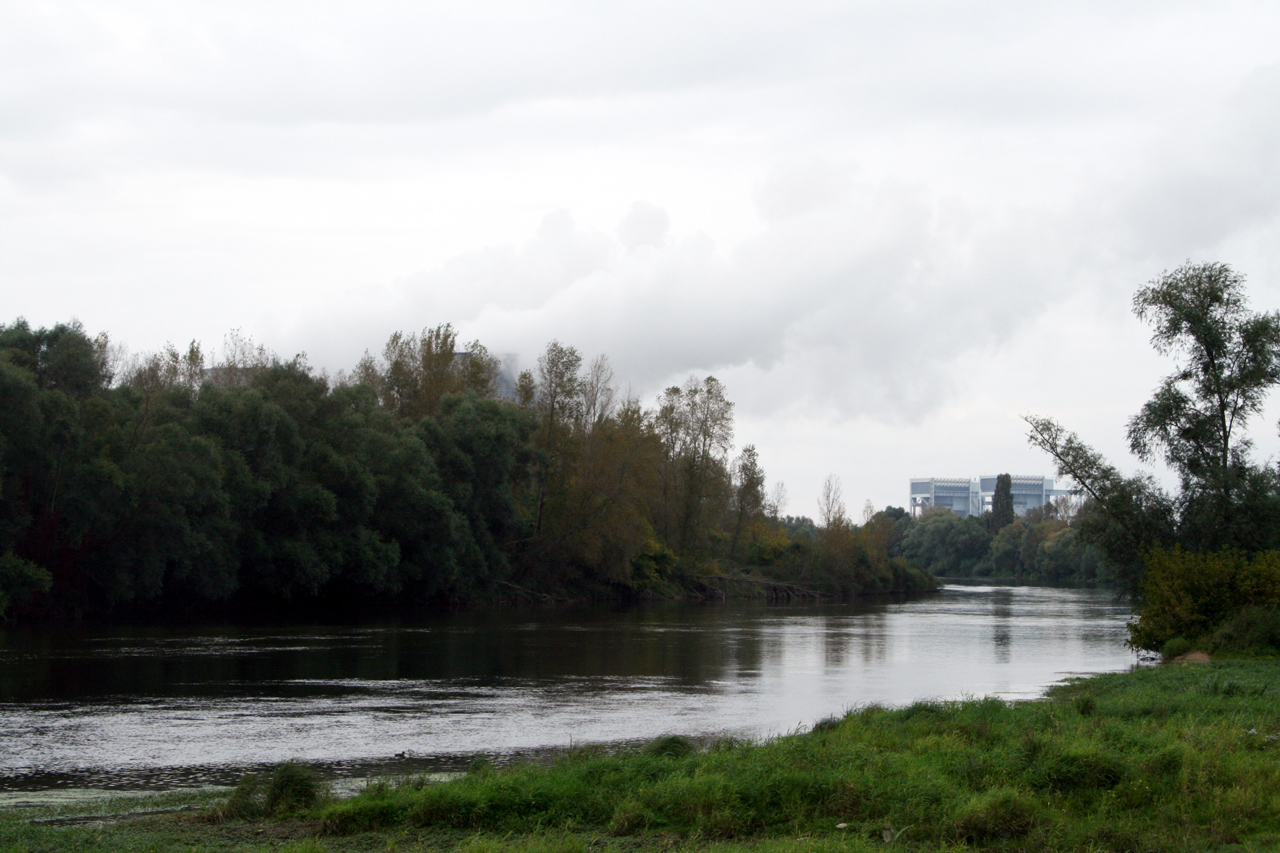
Los dos GGRs
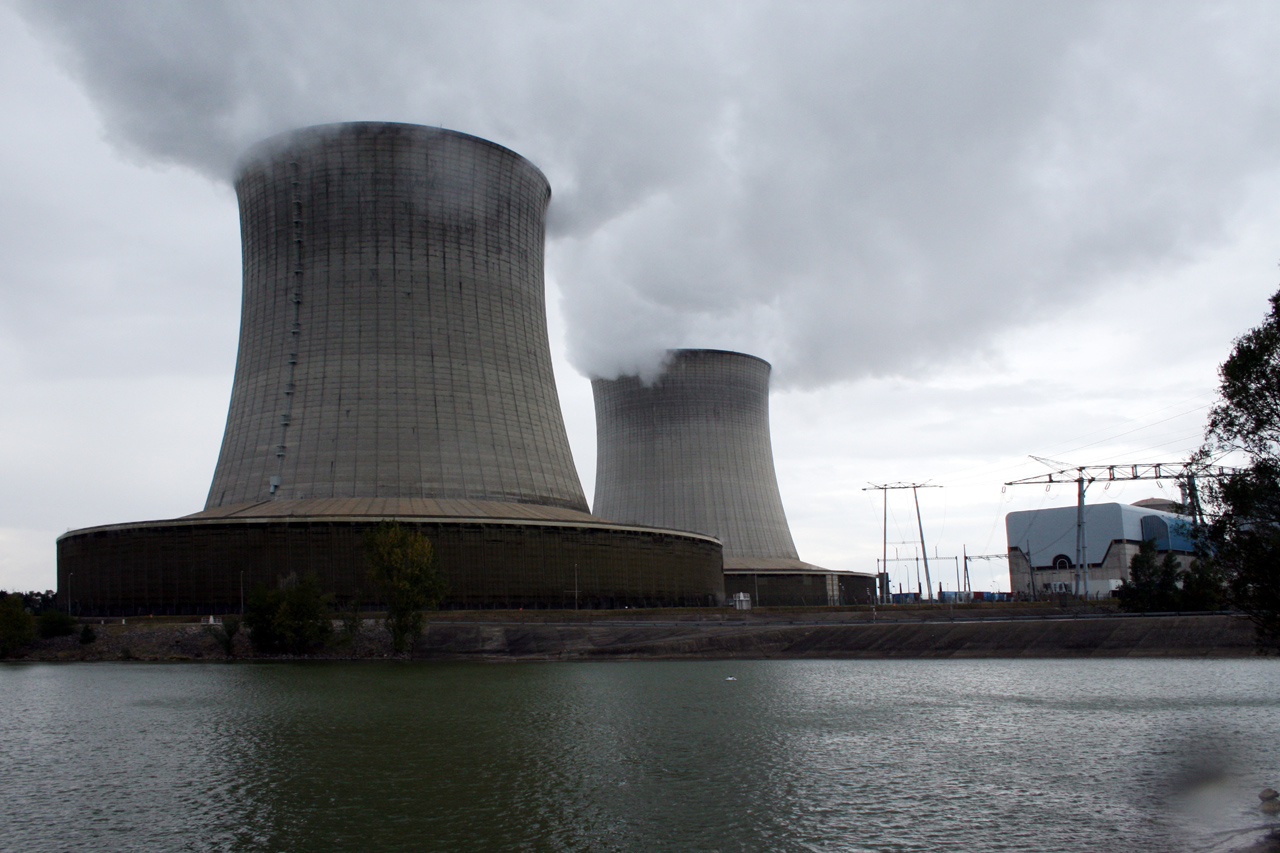
La central nuclear